# Passy-en-Valois

Passy-en-Valois este o comună în departamentul Ain, Franța. În 1 ianuarie 2022 avea o populație de 125 de locuitori.